# Diacyclops indianensis
Diacyclops indianensis – gatunek widłonoga z rodziny Cyclopidae. Opisała go w 2004 roku amerykańska biolog Janet W. Reid. Miejsce typowe znajduje się w jaskini Henry Dilk Falls Cave w Big Oaks National Wildlife Refuge w hrabstwie Jennings w amerykańskim stanie Indiana.